# Castanotherium boetonense
Castanotherium boetonense är en mångfotingart som beskrevs av Carl 1912. Castanotherium boetonense ingår i släktet Castanotherium och familjen Zephroniidae. Inga underarter finns listade i Catalogue of Life.